# First Digital TV
First Digital TV — мережа цифрового наземного телебачення, що базується в Гані. Штаб-квартира компанії знаходиться в Аккрі та надає широкий спектр медіапослуг.